# Barcelona Búfals
Los Barcelona Búfals (castellano: Búfalos de Barcelona) son un equipo de fútbol americano de Barcelona, España.

## Historia
El club nace a finales de 1987 como Búfals del Poblenou, de la mano de Jaume Tamareu, Antoni López, Pere Calvo y Ramón Calvo, que hasta la fecha eran simples aficionados y seguidores de la NFL.
Conjuntamente con un grupo de amigos, se enteraron de que estaba en formación un equipo en Badalona y se dirigieron a ellos con el fin de formar parte del mismo. Después de conversar con Pere Moliner, fundador de los Badalona Dracs decidieron crear su propio equipo, debido a que ya eran un buen grupo de interesados en practicarlo.
A partir de ese momento se empezó a jugar football en el barrio barcelonés del Pueblo Nuevo, pero no sería hasta finales de mayo de 1988 cuando se disputase el primer partido de la historia del fútbol americano en España entre dos conjuntos nacionales, los Badalona Dracs y los Búfals del Poblenou.
En noviembre de 1988 ya se habían formado dos equipos más y se pudo disputar la primera competición oficial de la historia en España, la I Liga Catalana en la que conseguirían ser subcampeones en una final muy disputada, jugada en el campo del Club Deportivo Europa frente a los Badalona Dracs y retransmitida por TV3.
En 1988 contribuyen a la creación de la Federación Catalana de Fútbol Americano (FCFA).

## Palmarés
- Campeón 2022  liga catalana de fútbol americano
- Supercopas (1993 y 1995)
- Subcampeonatos de Liga Catalana (1989 y 2002)
- 3 Campeonatos de Copa Catalana
- Subcampeonato de Liga Nacional de Fútbol Americano Junior (2009)
- Campeonatos de Liga Junior Catalana (1999, 2006 y 2007)
- 1 Campeonato de Liga Infantil Catalana
- 2 Subcampeonatos de Liga Juvenil Catalana
- 2 Subcampeonatos de Liga Cadete Catalana
- 3 Campeonatos de Liga Cadete Catalana
- 3 Campeonatos de Copa Cadete Catalana